# Perorata
Una perorata, según el Diccionario de la lengua española, es un discurso o razonamiento, generalmente pesado y sin sustancia, algo que resulta molesto, enfadoso, impertinente, y puede ser ofensivo, sensible (10.ª acepción), o bien duro, violento, insufrible, difícil de soportar (11.ª acepción), o incluso sin sustancia, sin juicio ni sensatez.